# Álvaro Sanjurjo Toucon
Álvaro Sanjurjo Toucon (Montevideo, 19 de abril de 1942-21 de octubre de 2023) fue un crítico de cine, ensayista y humorista uruguayo. Usaba el seudónimo de «El Miope» para sus trabajos humorísticos.

## Biografía
Crítico cinematográfico desde 1964. En las décadas de 1960 y 1970 integró las directivas de Cine Universitario y Cine Club del Uruguay, colaborando ocasionalmente con Cinemateca Uruguaya. Fue director de las desaparecidas revistas de cine Nuevo Film e Imagen. Artículos suyos aparecieron en publicaciones latinoamericanas y europeas. Fue docente de Cine a nivel secundario y universitario. 
Ha realizado trabajos de investigación sobre el «Salón Rouge», primera sala cinematográfica del Uruguay, y la participación de Fidel Castro en el cine de Hollywood y México. 
Participó en las obras colectivas Industrias Culturales del Uruguay y ¿Comment Parler de cinéma? (París). Fue jurado de los Festivales de Cine de La Habana, Valladolid, Lima, Asunción, Guadalajara (México), Viña del Mar, Sevilla, Mar del Plata, Uruguay, etc.
Fue corealizador y guionista de los cortometrajes El espejo y El último. Ambos refieren a la inseguridad y vulnerabilidad del ciudadano común durante la dictadura cívico-militar en Uruguay (1973-1985). También realizó una adaptación libre al cine de El coronel no tiene quien le escriba, pero esta película nunca fue exhibida al no contar con la autorización de Gabriel García Márquez, autor de la novela.

## Obras
- Industrias culturales en Uruguay (Arca, 1992)
- Tiempo de Imágenes (cine en el Uruguay, Arca, 1994)
- Medio Mundo (fotografías) 1986
- La luz de la linterna (cuentos cinematográficos, Ed. Medio & Medio)
- Biografías biodegradables (humor, Ed. Latina, 1998)
- Indiscretas biografías de gente famosa (humor, firmado como «El Miope»)
- Montevideo sin vergüenza (crónicas ciudadanas)
- La vida proyectada (Historias del Cine) ediciones del cuartito
- Cine, Polìtica, Sociedad (ensayos) ediciones del cuartito
- Los programas hablan (Crónicas en torno a reproducciones facsimilares de viejo programas de cineddddD; ediciones del cuartito, 2016)
- Políticamente incorrecto (Revisionismo histórico y análisis sociopolíticos del Uruguay de los orígenes al presente; ediciones del cuartito, 2018)
- Lavalle y más allá (cuentos argentinos por un uruguayo; inédito)
- La sonrisa que el virus se llevó (La especie humana amenazada por el coronavirus; entre ensayo y punzante humor negro) ediciones del cuartito, 2020)